# Опарин, Дмитрий Иванович
Дми́трий Ива́нович Опа́рин (15 [27] ноября 1891, Углич, Ярославская губерния — 19 марта 1978, Москва) — русский и советский экономист.

## Биография
Дмитрий Опарин родился 15 (27) ноября 1891 года в городе Углич Ярославской губернии, в купеческой семье (родители — Опарин Иван Дмитриевич и Александра Александровна). В семье ещё росли старшая сестра Александра (врач) и младший брат Александр, будущий советский биолог и биохимик, создавший теорию возникновения жизни на Земле из абиотических компонентов, академик, один из активных проводников лысенковщины.
Получив начальное образование в Угличе, Дмитрий переезжает в Москву, где учится в 1-й Московской гимназии. После её окончания едет в Петроград, где поступает на Экономический факультет Петроградского политехнического института. Заканчивает его в 1915 году, защитив диссертацию кандидата экономических наук.
- 1922—1924 годы — научный сотрудник Конъюнктурного института, ученый секретарь «Экономического бюллетеня Конъюнктурного института»[2].
- 1923—1926 — член Конъюнктурного совета Госплана СССР.
- 1924—1925 — заведующий Конъюнктурным отделом Наркомата по внутренней торговле РСФСР (Наркомвнутторг).
- 1924—1925 — преподавание статистики в Московском промышленно-экономическом институте (МПЭИ) им. А. И. Рыкова.
- 1925—1930 — сотрудник сектора Мирового хозяйства Госплана СССР.
- 1931—1940 — сотрудник ЦНИИ кондитерской промышленности, НИИ чайной промышленности.
- 1942—1962 — преподавательская деятельность в вузах Москвы и Калининграда. В том числе, в качестве заведующего Кафедрой статистики Мосрыбвтуза.
- с 1962 года — на пенсии.

В 1923 году Д. Опарин стал доцентом, в 1938 — профессором, в 1943 — получил степень доктора экономических наук.
Д. И. Опарин — автор многих научных работ, посвященных исследованию и закономерностям конъюнктуры рынка, теории обмена, экономике отраслей промышленности, разработке теоретических основ и статистических методов измерения экономической динамики, межотраслевому (многосекторному, многостворному) анализу схем расширенного воспроизводства и функционирования народного хозяйства, истории русского и мирового хозяйства, а также анализу долговременных экономических тенденций.
Сотрудничая с Н. Кондратьевым ещё по работе в Конъюнктурном институте и МПЭИ, и даже являясь соавтором в части работ, Д. Опарин был последовательным оппонентом его гипотезы экономических циклов, так называемых, К-волн. Он придерживался мнения, что временные ряды исследованных экономических показателей, хотя и колеблются около средней величины в разные периоды экономической жизни, но характер их колебаний не позволяет обнаружить строгой цикличности ни по отдельным показателям, ни по их совокупности.
Дмитрий Иванович Опарин умер 19 марта 1978 года и похоронен в Москве на Новодевичьем кладбище.

## Семья
Жена Д. И. Опарина — Елизавета Владимировна (Литвинова). Их сын, Игорь — создатель ракетно-космической техники.

## Избранные работы
- Опарин Д. И. Метод «схематических отклонений» в применении к исследованию динамики хлопкового рынка // Вопросы конъюнктуры. 1927. Т. III. Вып. 1. с.137—154
- Кондратьев Н. Д., Опарин Д. И. Большие циклы конъюнктуры. М.: Экономическая жизнь, 1928. С. 179
- Опарин Д. И. Конъюнктура и рынки: опыт построения схематической экономии обмена. М.: Изд-во «Техника управления». 1928. С. 390
- Опарин Д. И. Выявление узких мест в связи со стахановским движением на Кондитерской ф-ке им. Бабаева. М.: Изд-во «Центр. науч.-иссл. ин-т.»., вып.86, 1937.
- Опарин Д. И., Чорба, Н. Г. Анализ выполнения норм выработки на кондитерских фабриках … . М.: Изд-во «Центр. науч.-исслед. инст. кондитерск. промышленности СССР». 1937—1938.
- Д-р экон. наук проф. Опарин Д. И. Методологическое руководство по изучению материально-финансовых связей и балансовых соотношений в народном хозяйстве Калининградского административного экономического района [в 3 ч.]. Калининград.: Изд-во газеты «Калининградская правда». 1959.
- Multi-sector economic account / By D. I. Oparin ; Transl. from the Russ. by P. F. Knightsfield; Transl. ed. by K. J. Lancaster. — Oxford a. o. : Pergamon press, 1963. — IX, 70 с.
- Опарин Д. И. Многостворная схема функционирования народного хозяйства. М.: Наука, 1965. С. 183